# Série de pièces commémoratives américaines pour le centenaire d'Ulysses Grant
La série de pièces commémoratives américaines pour le centenaire d'Ulysses Grant est un dollar en or et un demi-dollar en argent frappés par la Monnaie des États-Unis en 1922 en l'honneur du 100e anniversaire de la naissance d'Ulysses S. Grant, un général éminent de l'Union pendant la Guerre de Sécession américaine et plus tard le 18e président des États-Unis. Les deux pièces, identiques dans leur conception et sculptées par Laura Gardin Fraser, représentent Grant sur l'avers et son lieu de naissance dans l'Ohio sur le revers.
L'Association commémorative du centenaire d'Ulysses S. Grant, également appelée la Commission Grant, souhaite vendre 200 000 dollars en or pour pouvoir financer plusieurs projets dans les régions du lieu de naissance et de la maison d'enfance de Grant. Le Congrès n'autorisé que 10 000 pièces en or, mais autorise également 250 000 demi-dollars. Espérant stimuler les ventes, la Commission Grant demande que cinq mille des dollars en or comportent une marque spéciale, une étoile en creux ; la Monnaie fait de même pour les demi-dollars, sans y être invitée.
Tous les dollars en or et la plupart des demi-dollars sont vendus, certains demi-dollars étant retournés à la Monnaie pour être fondus. Le demi-dollar avec étoile est longtemps coté plus cher que la plupart des pièces commémoratives ; sa rareté conduit également à sa contrefaçon. L'argent des pièces est utilisé pour aider à préserver le lieu de naissance de Grant, mais d'autres projets prévus ne sont pas achevés.

## Contexte

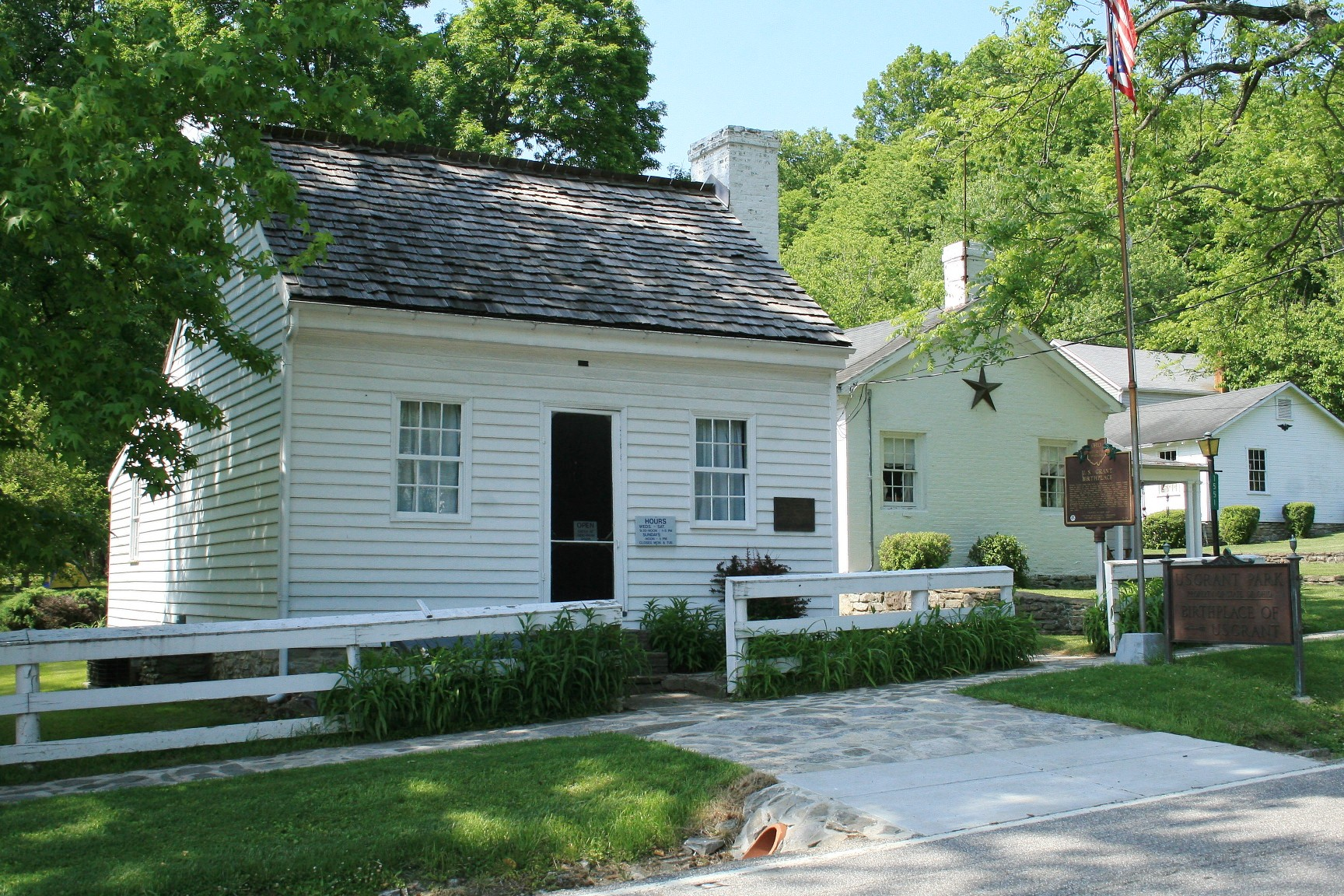
Lieu de naissance d'Ulysses Grant à Point Pleasant en Ohio.

Hiram Ulysses Grant naît à Point Pleasant, en Ohio, le 27 avril 1822 ; sa famille déménage à Georgetown, toujours en Ohio, l'année suivante. Son père réussit à lui obtenir une nomination à l'Académie militaire des États-Unis à West Point, dans l'État de New York, en 1839 ; son nom est enregistré par erreur en tant qu'Ulysses S. Grant, et il choisit de le conserver. Il combat lors de la guerre américano-mexicaine. Il démissionne de l'armée en 1854 et tente plusieurs métiers civils avec un succès limité. Il a plus de chance une fois que la guerre civile commence et qu'il retourne dans l'armée ; après une série de victoires, le président Abraham Lincoln le nomme général en chef des armées de l'Union à la fin de 1863. En avril 1865, Grant met effectivement fin à la guerre en capturant Richmond, en Virginie, et peu de temps après en contraignant la reddition du général confédéré Robert E. Lee. En 1868, Grant est élu 18e président des États-Unis, servant deux mandats.
L'Association commémorative du centenaire d'Ulysses S. Grant est constituée en 1921 pour organiser les célébrations dans le comté de Clermont, en Ohio, où se trouve Point Pleasant. Ils cherchent à faire émettre une pièce commémorative pour aider à couvrir les coûts. En 1922, les pièces commémoratives ne sont pas vendues par le gouvernement. Le Congrès, en autorisant la législation, désigne généralement une organisation ayant le droit exclusif de les acheter à la valeur nominale et de les vendre au public avec une prime. Dans le cas des pièces commémoratives Grant, le groupe responsable est l'Association, parfois appelée la Commission Grant, dont Hugh L. Nichols (en) est président.

## Législation

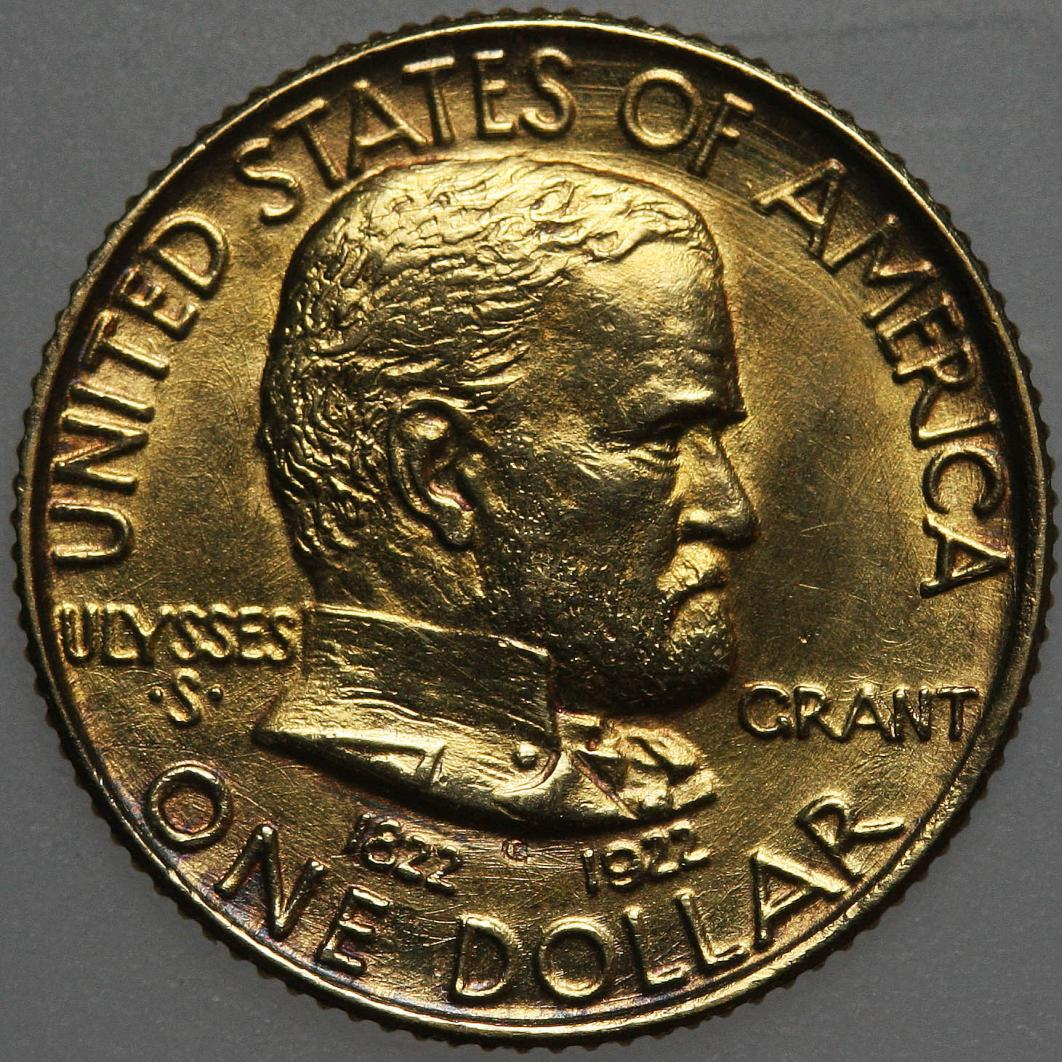
Avers de la pièce de 1 dollar en or, sans étoile.

Un projet de loi pour une pièce d'or commémorative Ulysses S. Grant, afin de célébrer le 100e anniversaire de sa naissance, est introduit à la Chambre des représentants par Charles Cyrus Kearns (en) de l'Ohio le 11 mai 1921. Il prévoit la frappe de 200 000 dollars en or pour aider à financer des bâtiments communautaires en tant que mémoriaux à Grant à Georgetown et à Bethel, dans l'Ohio, et pour financer la construction d'une route de 5 milles de longueur, qui serait nommée l'autoroute commémorative du général Grant, reliant New Richmond, Ohio à Point Pleasant. Le projet de loi est renvoyé au Comité des Monnaies, Poids et Mesures. Le 13 août, il est rapporté à la Chambre par le président du comité, Albert Vestal de l'Indiana. Le rapport écrit recommande un certain nombre d'amendements, tels que la Commission Grant paye pour les préparations de la frappe des pièces, et que le projet de loi soit adopté. Il note que Grant a vécu à la fois à Bethel et Georgetown, et qu'il n'existe à l'époque qu'une route impraticable entre New Richmond et Point Pleasant. Le rapport indique également que la Commission Grant est établie en mai 1921, et qu'elle est prête à acheter toutes les pièces et à les revendre par l'intermédiaire des centaines de banques dans l'Ohio désireuses de les vendre. Les profits serviraient à payer le coût des célébrations du centenaire, à construire la route et, si possible, à construire les bâtiments communautaires.
Le projet de loi est mis à l'ordre du jour par consentement unanime de la Chambre le 17 octobre 1921. Après l'adoption des amendements du comité, Richard W. Parker (en) du New Jersey pose un certain nombre de questions, s'interrogeant sur le fait de savoir si le langage du projet de loi signifie que la Commission Grant obtiendrait les pièces gratuitement. Kearns lui répond que le gouvernement serait payé pour la valeur nominale des pièces, et Thomas L. Blanton (en) du Texas ajoute que le gouvernement américain ne facturerait aucune prime, mais que la Commission Grant pourrait le faire. Otis Wingo (en) de l'Arkansas pose plusieurs questions lors d'un colloque avec Kearns, aboutissant à l'information de la Chambre que, puisque les pièces en or seraient frappées à partir de lingots déjà en main, et comme le projet de loi oblige la Commission à payer pour les matrices de frappe utilisées, il n'y aurait aucune dépense pour le gouvernement. Après cet échange, le projet de loi est adopté sans opposition.
Une fois arrivé au Sénat, le projet de loi adopté par la Chambre est renvoyé au Comité des Banques et des Finances. Ce comité rend compte, par l'intermédiaire de George P. McLean (en) du Connecticut, le 23 janvier 1922, en réduisant le nombre de dollars en or à 10 000 et en autorisant 250 000 demi-dollars en argent. Le même jour, McLean présente le projet de loi devant le Sénat. Frank B. Willis (en) de l'Ohio prend la parole en faveur du projet, expliquant que les pièces seraient utilisées comme levée de fonds par la Commission Grant, et qu'il n'y aurait aucune dépense pour le gouvernement. Reed Smoot de l'Utah remarque à partir du rapport que l'ensemble du projet de loi, à l'exception de la clause d'application, est réécrit, et pose des questions à ce sujet ; en réponse, Willis demandé au président du Comité des Banques, McLean, d'expliquer cela. McLean déclare que le projet de loi adopté par la Chambre prévoit 200 000 dollars en or et que le comité estime imprudent d'immobiliser autant d'or dans une pièce qui ne circulerait pas. Cela a satisfait Smoot, après quoi le président en exercice, le vice-président Calvin Coolidge, demande s'il y a une objection à ce que le projet de loi soit examiné. William H. King de l'Utah demande si la pièce ne créerait pas un précédent néfaste et s'il n'y aurait pas des frais ; Willis lui assure que la Commission Grant supporterait tous les coûts et que la proposition est similaire à des projets de loi précédents sur des pièces commémoratives. Willis avertit que si King s'oppose au projet de loi, il serait reporté à un tel point qu'il en perdrait son objectif. Atlee Pomerene (en) de l'Ohio prend la parole pour assurer à King de l'importance du projet de loi pour l'Ohio, et note que la Commission est présidée par un ancien juge en chef de l'État, Hugh L. Nichols. Coolidge demande de nouveau s'il y a une objection à ce que le projet de loi soit examiné ; comme il n'y en a pas, le Sénat modifie le projet de loi conformément aux recommandations du comité et l'adopte sans objection.
Comme les deux chambres ont adopté des versions différentes, le projet de loi est retourné à la Chambre des représentants, où le 26 janvier 1922, Albert Vestal le présente pour examen. Sans objection, la Chambre accepte les amendements du Sénat et adopte le projet de loi. Il devient loi avec la signature du président Warren G. Harding le 2 février 1922.

## Préparation

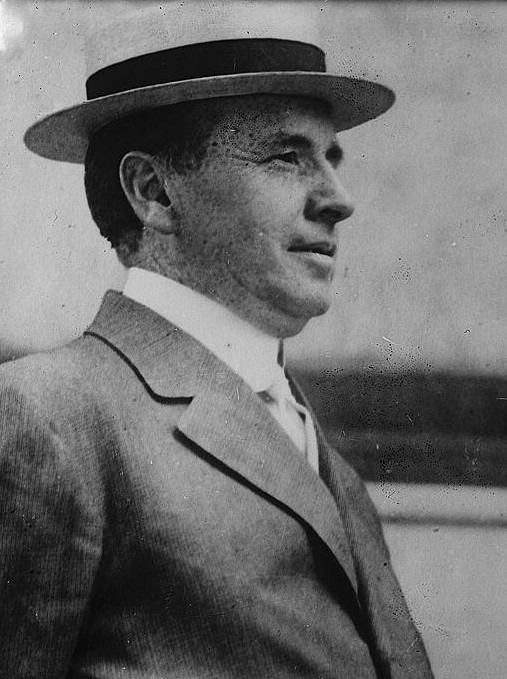
, président de lUlysses S. Grant Centenary Memorial Association.

La commission des Beaux-Arts est chargée par un décret exécutif du président Warren G. Harding en 1921 de rendre des avis consultatifs sur les œuvres d'art publiques, y compris les pièces de monnaie. Avec le passage du projet de loi Grant, la plupart des membres de la commission sont occupés par d'autres projets et, selon l'historien numismatique Don Taxay, le choix d'un artiste pour concevoir la pièce est tombé sur son membre sculpteur, James Earle Fraser, concepteur du nickel Buffalo. Il sélectionne sa femme, Laura Gardin Fraser, qui a conçu en 1921 le demi-dollar du centenaire de l'Alabama (en).
Le 12 février 1922, Laura Fraser écrit au directeur de la Monnaie, Raymond T. Baker, pour exprimer sa gratitude d'avoir été sélectionnée et déclare qu'elle travaille déjà et espère avoir les modèles en plâtre des nouvelles pièces à temps pour la prochaine réunion de la cpmmision des Beaux-Arts. Elle demande de l'aide pour obtenir une lettre officielle de nomination pour concevoir les pièces, car elle a des difficultés à être payée pour son travail sur la pièce de l'Alabama. Lors de la réunion de la cpmmission le 24 février, les membres voient le modèle pour l'avers du dollar en or et l'approuvent. Laura Fraser termine son travail peu de temps après. Le 3 mars, James Fraser écrit au président de la commission, Charles S. Moore, déclarant qu'il a inspecté les modèles et donné son approbation. La commission des Beaux-Arts au complet ratifie la décision à temps pour que la production des pièces en or ait lieu en mars,.

## Dessin

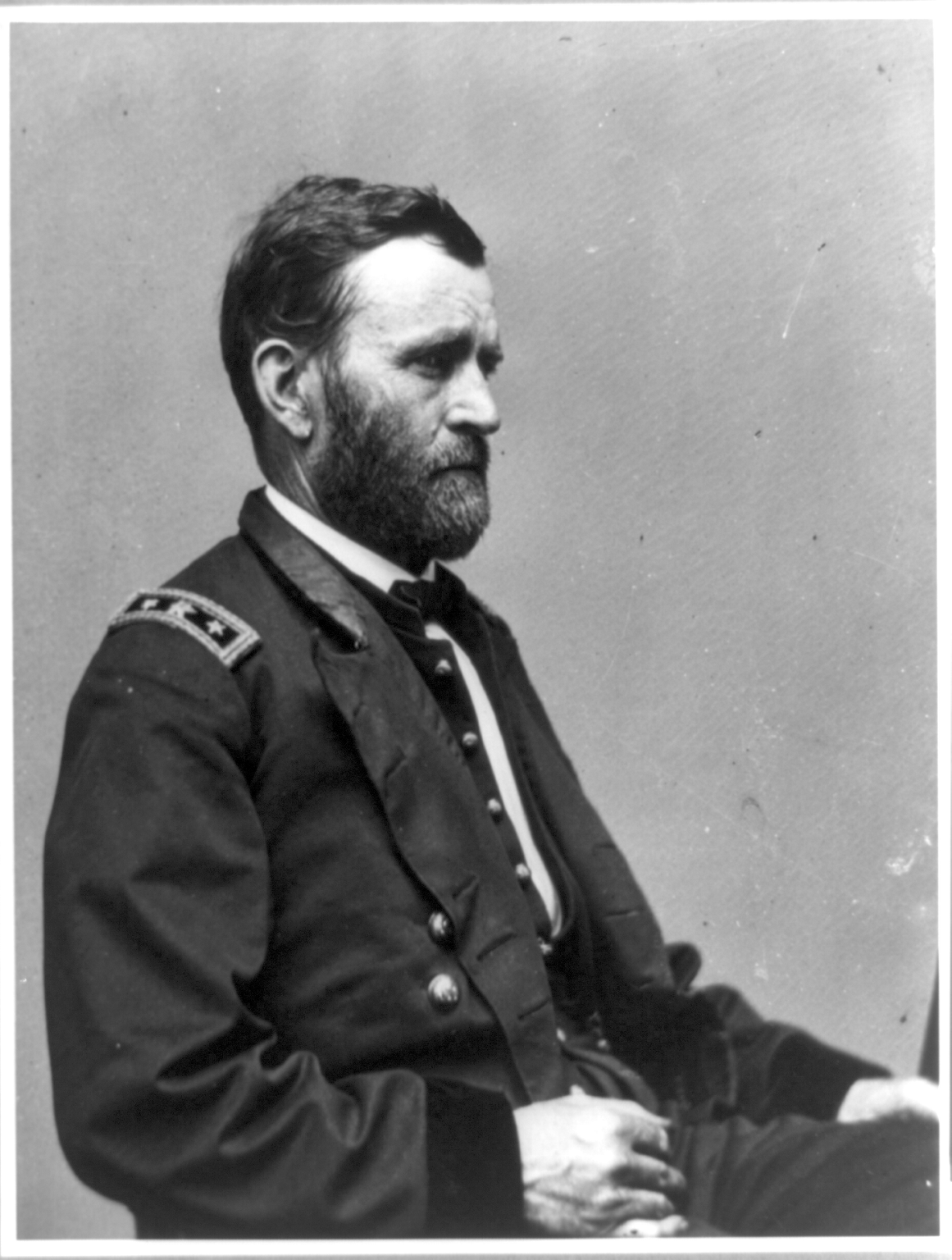
Portrait d'Ulysses S. Grant par le studio de Mathew Brady

Les dessins des deux pièces sont identiques à l'exception de leur dénomination. Laura Fraser travaille à partir d'une photographie de Grant, prise par le studio de Mathew Brady, pour l'avers ; Don Taxay décrit la version de Fraser comme « remarquable pour sa force et son caractère ». Sur la pièce, Grant porte un manteau militaire, comme il le fait pendant la Guerre de Sécession, mais la barbe étroitement taillée suggère qu'il est censé apparaître tel qu'il est dans les années suivant le conflit. Sous le buste de Grant, tourné vers la droite, se trouve l'initiale G de Fraser, pour son nom de naissance Gardin. Arlie L. Slabaugh, dans son volume sur les pièces commémoratives, note que Fraser signe la pièce de l'Alabama LGF, et suggère que l'utilisation d'une seule initiale est pour rendre moins évident le concepteur, afin d'éviter des accusations de népotisme en raison du statut de son mari en tant que membre de la commission des Beaux-Arts. Ailleurs sur l'avers, on peut trouver le nom de Grant, les dates du centenaire, 1822-1922, la dénomination de la pièce, et la nation émettrice.
Le revers représente le lieu de naissance de Grant à Point Pleasant ; Fraser travaille de nouveau à partir d'une photographie, montrant la maison à ossature avant sa restauration—les arbres n'apparaissent pas sur la médaille émise pour le centenaire de la naissance de Grant. Le type de maison est mal identifié par le secrétaire au Trésor Andrew W. Mellon dans son rapport annuel de 1922 comme une cabane en rondins, la confondant avec une que Grant construit dans la trentaine sur la ferme de sa femme près de Saint-Louis. Au moment de l'émission, Frank Duffield, rédacteur en chef de The Numismatist (le journal de l'American Numismatic Association) déclare que sur la pièce, la maison et ses environs peuvent être destinés à ressembler à ce qu'ils sont lorsque Grant est né, le bâtiment semble écrasé par les arbres, et « pour le bien d'un meilleur effet, un peu de réalisme aurait pu être sacrifié sans enlever de l'intérêt historique ». Il opine cependant qu'« en termes de design et d'exécution, ils sont l'égal de toutes nos récentes émissions commémoratives, qui ont toutes été extrêmement populaires auprès des collectionneurs ». Slabaugh déclare du design de Laura Fraser, « il n'y a aucune question sur la fine qualité de son travail ». Bien que les légendes IN GOD WE TRUST et E PLURIBUS UNUM apparaissent sur le revers, il n'y a pas d'inscription expliquant ce qui est représenté ; comme l'explique l'expert en pièces commémoratives Anthony Swiatek, « le dessin lui-même raconte l'histoire ».
L'historien de l'art Cornelius Vermeule, dans son volume sur les pièces et médailles de la Monnaie des États-Unis, admire le dessin de Laura Fraser : « La seule critique possible, que les lettres plus grandes sont trop grandes, s'estompe lorsque les courbures des flans réels sont étudiées. Ce qui semble potentiellement grand et plat sur les photographies tombe dans une beauté harmonieuse en réalité ». Il déclaré de l'avers, « Grant est bourru et en somme, il peut être dit qu'un début superlatif est fait à l'iconographie de la Guerre de Sécession dans la monnaie commémorative des États-Unis ». Du revers, il note, « ses arbres, sa petite maison en bois et sa clôture en rondins sont modelés et sculptés avec la précision d'un tailleur de gemmes. La texture des feuilles est l'une des expériences les plus subtiles mais vivantes sur n'importe quelle surface d'une pièce américaine ».

## Vente et collection

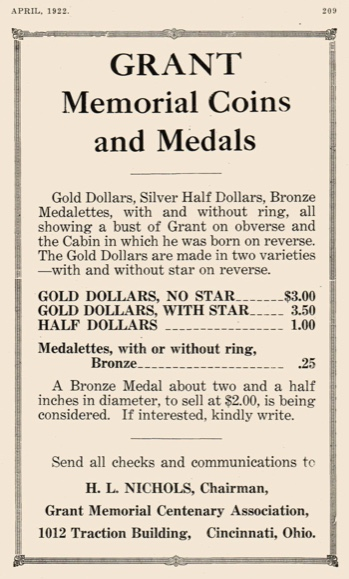
Publicité d'avril 1922 pour les pièces Ulysses s. Grant.

Les demi-dollars du centenaire de l'Alabama (en) et du Missouri (en), tous deux de 1921, ont inclus une marque spéciale sur certaines des pièces émises, de sorte que les collectionneurs doivent acheter deux pièces pour avoir un ensemble complet. La Commission Grant cherche à faire de même pour ses émissions et demande à la Monnaie d'inclure une étoile sur la moitié des dollars en or. L'étoile est destinée uniquement au dollar, et l'inclusion de l'étoile sur certains demi-dollars est « un bonus qui surprend beaucoup le comité ». Une lettre du surintendant de la Monnaie de Philadelphie, Freas Styer, au directeur de la Monnaie datée du 14 mars 1922, confirme leur conversation téléphonique qu'il doit y avoir 5 000 pièces de chaque dénomination frappée avec une étoile. Jusqu'en mai 1922, The Numismatist indique qu'il n'y a qu'une seule variété de demi-dollar. L'étoile n'a aucun rapport avec le sujet de la pièce ; son seul but est de vendre plus de pièces. David Bullowa, dans son œuvre de 1938 sur les commémoratives, suggère que s'ils avaient utilisé quatre étoiles, cela aurait dénoté le rang de Grant dans la guerre civile, mais l'étoile unique est sans signification apparente. En juillet 1922, Frank Duffield écrit qu'il y a deux variétés de demi-dollar, déclarant : « on dit que 5 000 de cette variété sont reçues de manière inattendue par le comité, et qu'elles sont vendues à un prix plus élevé que la variété sans étoile ».
La Monnaie de Philadelphie frappe 5 006 demi-dollars avec l'étoile et 95 055 sans. Elle émet également 5 016 dollars en or avec l'étoile et 5 000 sans. Toutes les frappes ont lieu en mars 1922, les pièces excédentaires sur les milliers sont réservées à l'inspection et aux tests lors de la réunion de 1923 de la commission annuelle d'analyse. Les pièces étoilées sont frappées en premier, puis l'étoile est retirée des matrices. Le 15 avril, Nichols écrit au nouveau directeur de la Monnaie, Frank E. Scobey, déclarant que sa commission a mis les pièces en vente, avec l'or vendu à 3,50 $ avec étoile et 3 $ sans, et l'argent à 1,50 $ avec étoile et 1 $ sans. Parce qu'il y a beaucoup plus de pièces d'argent que d'or, la commission décidé d'exiger que les banques et les marchands de pièces en achètent 15 en argent pour chaque pièce d'or, un ratio abaissé à 5:1 pour les particuliers. Nichols propose de renoncer à l'exigence si Scobey veut en acheter.
Dans le numéro de décembre 1922 de The Numismatist, Nichols place une annonce avertissant que les ventes se termineraient le 1er janvier 1923, et offrant le demi-dollar sans étoile à 0,75 $ chacun par lots de dix. Le demi-dollar avec étoile peut être acquis pour 1,50 $ et le dollar en or avec étoile pour 3,50 $. À ce moment-là, il n'est plus nécessaire d'acheter des pièces d'argent pour obtenir de l'or. La Commission Grant vend la totalité des pièces d'or, mais renvoie 750 demi-dollars avec étoile et 27 650 de ceux sans étoiles à la Monnaie pour remboursement et fonte. Peu de pièces sont allées à des non-collectionneurs ; beaucoup de demi-dollars et la plupart des pièces d'or sont allés à des marchands et des collectionneurs de pièces.
La Commission Grant demande également que 150 pièces de chaque dénomination soient frappées en condition belle épreuve ; cela est rejeté par la Monnaie au motif qu'elle n'a pas frappé de pièces belle épreuve depuis plusieurs années. Néanmoins, certaines exemplaires de chaque variété peuvent exister ; le numismate Anthony Swiatek estime qu'il peut y en avoir quatre de chaque.
Certains des demi-dollars Grant sans étoiles sont dépensés et sont usés des effets de la circulation. Lorsque les pièces entrent sur le marché secondaire, le demi-dollar avec étoile prend particulièrement de la valeur ; en 1935, il se vend 65 $, la valeur la plus élevée de toute pièce commémorative américaine en argent. Cette année-là, un dentiste du Bronx, à New York, achète plusieurs centaines de demi-dollars sans étoiles et procède à y percer des étoiles. D'autres contrefaçons sont également réalisées.
En 1940, le demi-dollar sans étoile se vend 1,50 $ et celui avec étoile pour 37 $ ; en 1950, 2,50 $ et 55 $, en 1970, 25 $ et 135 $. L'édition de luxe du Guide Book of United States Coins (également appelé Red Book de R. S. Yeoman, publié en 2018, liste les pièces étoilées entre 900 $ et 9 750 $, et celles sans étoiles entre 110 $ et 1 000 $. Les dollars en or avec étoiles se vendent environ 12 $ en 1940, ceux sans étoiles rapportant 8 $. En 1950, ces chiffres sont de 25 $ et 21 $ et en 1970, de 265 $ et 250 $. Le Red Book liste ceux avec étoiles entre 1 500 $ et 2 250 $, selon l'état, et les pièces sans étoiles entre 1 200 $ et 2 500 $,.
L'argent des pièces est utilisé pour rénover le lieu de naissance de Grant et pour acquérir des terres autour. En 1989, le numismate Ric Leichtung visite les municipalités où l'argent doit être utilisé. Il trouve le lieu de naissance de Grant à Point Pleasant et l'ancienne école de Grant à Georgetown. « Il n'y a pas d'autoroute, pas de bâtiments commémoratifs, juste les deux structures originales se délabrant dans les hivers rudes et les étés féroces de l'Ohio ». Le Red Book note : « les bâtiments et l'autoroute ne se sont jamais concrétisés ».